# گوپی

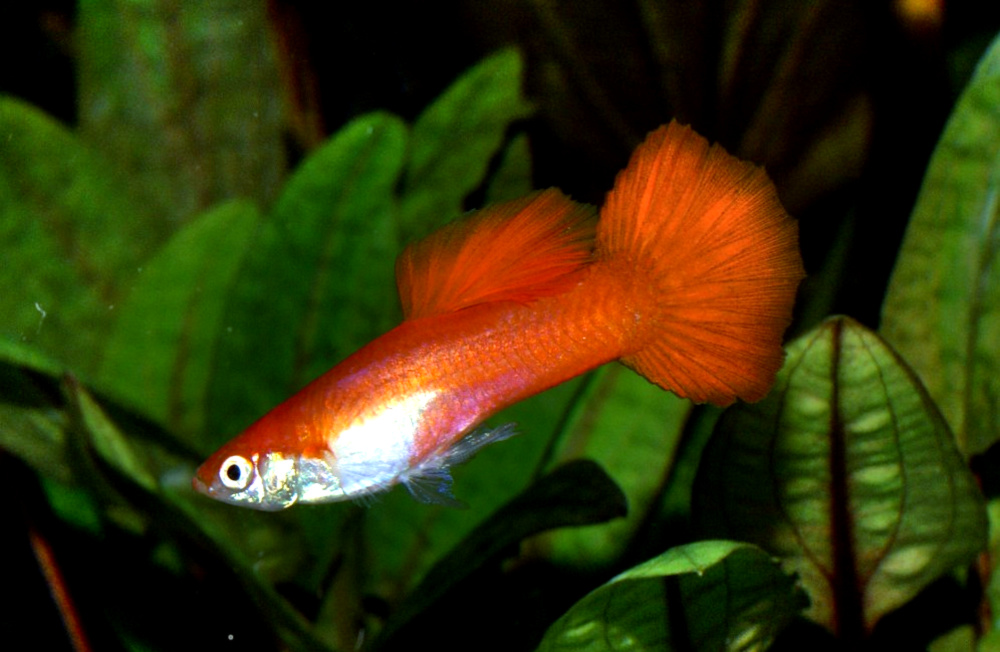
گوپی نر قرمز

گوپی (به انگلیسی: Guppy)، (نام علمی: Poecilia reticulata) نام یک گونه از سرده ماهی مولی از خانواده رنگین‌ماهیان است و مانند اکثر گونه‌های بومی قاره آمریکا موجود در این خانواده، ماهیانی زنده‌زا هستند. این ماهی بومی آنتیگوآ و باربودا، ونزوئلا، ترینیداد و توباگو، جامائیکا، برزیل و گویان بوده اما به صورت غیرطبیعی و جهت مبارزه و حذف لارو پشه‌ها از آب‌ها و همچنین به‌صورت اتفاقی به بسیاری مناطق و زیستگاه‌ها در سراسر دنیا معرفی شده‌است. گوپی‌ها قابل نگهداری در آکواریوم بوده و در صنعت ماهیان زینتی دارای اهمیت بالایی هستند. گوپی‌ها همچنین به‌عنوان یک جاندار مدل، در زمینه‌هایی مانند بوم‌شناسی، فرگشت و رفتارشناسی جانوران مورد استفاده و توجه دانشمندان هستند.

## ویژگی‌ها
طول بدن این ماهی، در ماده‌ها به ۶ و در نرها به ۳ سانتی‌متر می‌رسد. ماهی‌های نر دارای رنگ‌های متنوع و زیبا به خصوص در باله دُمی بوده و باله‌های مخرجی آن‌ها نیز دارای شکل و عملکردی منحصر به فرد بوده و به‌عنوان عضو منتقل کنندهٔ اسپرم عمل می‌کند. این ماهی در آکواریومها نیز نگهداری می‌شود و گونه‌ای بسیار محبوب و مقاوم بوده و تغذیه و تکثیر آن آسان است. گوپی‌ها دارای ۲۳ جفت کروموزوم هستند که شامل یک جفت کروموزوم جنسی بوده و از این لحاظ با انسان مشابه هستند. این ماهی دارای دودیسی جنسی بوده و تشخیص نر و ماده بسیار آسان است.

## ویژگی‌های جنس ماده
باله زیر شکم ماهی ماده پهن و بزرگ و گرد است. بدن ماهی ماده معمولاً ساده و بی‌نقش و نگار است. زیر شکم ماهی ماده منطقه‌ای وجود دارد که وضعیت بارداری ماهی را نشان می‌دهد. هرچه این ناحیه تیره‌تر و برجسته‌تر باشد زایمان نزدیک‌تر است.

## ویژگی‌های جنس نر
باله مقعدی ماهی نر به گونوپودیوم (آلت تناسلی) تبدیل شده‌است، اندامی به شکل لوله که تقریبا شبیه به آلت تناسلی پستاندران، برای تولید مثل استفاده می‌شود. اندام ماهی نر لاغرتر، کشیده‌تر و باریک‌تر و اندازهٔ ماهی نر به‌طور کلی کوچک‌تر است. همچنین جنس نر دارای رنگ‌های گوناگون و نقش و نگار بیشتری است.
در طبیعت دو یا سه نسل از گوپی‌ها در هر سال متولد می‌شوند. نوزادان بدون نیاز به والدین تغذیه و به سرعت رشد می‌کنند. نوزادان ماده پس از ۱۰ تا ۲۰ هفته به بلوغ می‌رسند و تا سن ۲۰–۴۰ ماهگی به تولیدمثل ادامه می‌دهند. گوپی‌های نر در هفتهٔ هفتم زندگی و حتی زودتر به بلوغ می‌رسند. طول عمر گوپی‌ها در طبیعت معمولاً ۲ سال است. ماده‌ها با نرهای متعددی جفت‌گیری می‌کنند. این موضوع باعث افزایش تنوع ژنتیکی در جمعیت و همچنین افزایش تعداد نوزادان و کاهش مدت بارداری می‌شود. ماده‌ها تمایل بیشتری به نرهای رنگارنگ به‌خصوص به نرهایی دارای نقاط نارنجی نشان می‌دهند.

## تغذیه
گوپی‌های وحشی در طبیعت از بقایای گیاهان و جلبکها، دیاتومهها، بی‌مهرگان و لارو حشرات، مواد معدنی و نوزاد ماهی‌ها تغذیه می‌کنند. نوع تغذیه در شرایط مختلف تفاوت دارد اما غذای اصلی و عمدهٔ گوپی‌ها شامل جلبک‌ها و گیاهان است.

## تولیدمثل
گوپی‌ها زنده زا هستند و در هر مرتبه نوزادان زیادی تولید می‌کنند. دورهٔ بارداری معمولاً ۲۱ تا ۳۰ روز است و طول مدت بارداری به عوامل مختلفی وابسته است. گوپی‌های ماده در دفعات زیادی باردار می‌شوند و پس از هر زایمان به‌سرعت برای بارداری بعدی آماده می‌شوند. پس از جفت‌گیری و ورود اسپرم‌ها به بدن ماهی ماده، اسپرم‌ها قابلیت نگهداری و ذخیره تا هشت ماه در بدن ماده را دارند. این ویژگی کمک زیادی به حفظ جمعیت گوپی‌ها می‌کند در زمان نزدیک به زایمان ماهی ماده در ناحیه عقبی و زیر شکم دچار سیاهی می‌شود که به آن معناست که ماهی آماده زایمان است. در شرایطی مانند مرگ ماهی‌های نر یا عدم وجود آن‌ها، ماهی ماده تا مدت زیادی به‌تنهایی قادر به زادآوری می‌باشد. از آمیزش گوپی‌ها با برخی گونه‌های نزدیک مثل مولی باله‌بادبانی نوزادانی دورگه یا هیبرید و عقیم حاصل می‌شوند. همچنین گونه‌ای دیگر نزدیک به گوپی‌ها به نام اندلر نیز قابلیت جفت‌گیری با گوپی‌ها و تولید نوزادانی دورگه اما سالم و زایا را دارد.
طول مدت بارداری ماهیان زنده‌زا معمولاً با چند روز اختلاف در هر ماه یک نوبت خواهد بود و اختلاف چند روز، به‌خاطر رابطهٔ درجه حرارت آب و برخی موارد دیگر است. اگر درجه حرارت آب پایین باشد دوران بارداری طولانی‌تر می‌شود و اگر دمای آب بالا باشد دوران بارداری کوتاه‌تر خواهد بود. معمولاً بسته به شکم و اندازهٔ ماهی ماده از ۵ تا ۱۵۰ نوزاد را به دنیا می‌آورد. هر چه این اندازه بزرگ‌تر می‌شود، تعداد نوزادان هم بیشتر خواهد شد.

## عوامل مؤثر در رسیدگی جنسی

### دما
دما تأثیر مهمی در رسیدگی جنسی ماهیان مولد دارد. به‌طوری‌که دمای مناسب باعث می‌گردد که بلوغ بیولوژیک و فیزیولوژیک در ماهیان زودتر انجام گیرد دمای ایده آل بین24تا28 درجه سانتگراد می باشد.

### تغذیه
مصرف غذاهای زنده مانند آرتمیا ،کرم نوبیفکس وکرم خونی و داشتن تنوع غذایی و پروتئین و مصرف ویتامین ها موجب افزایش دفعات زایمان و افزایش درصد موفقیت زایش میشود.

## گالری

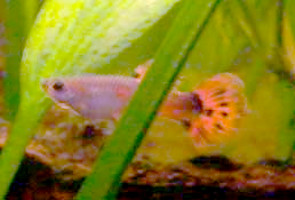
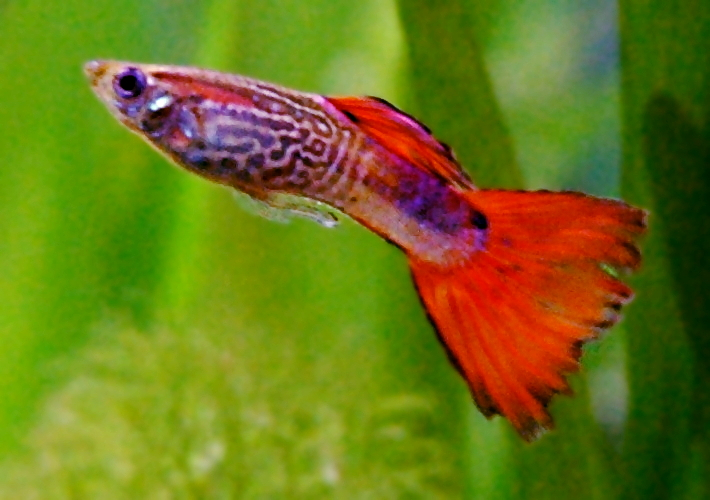
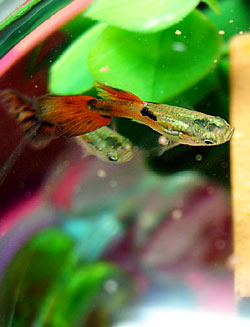
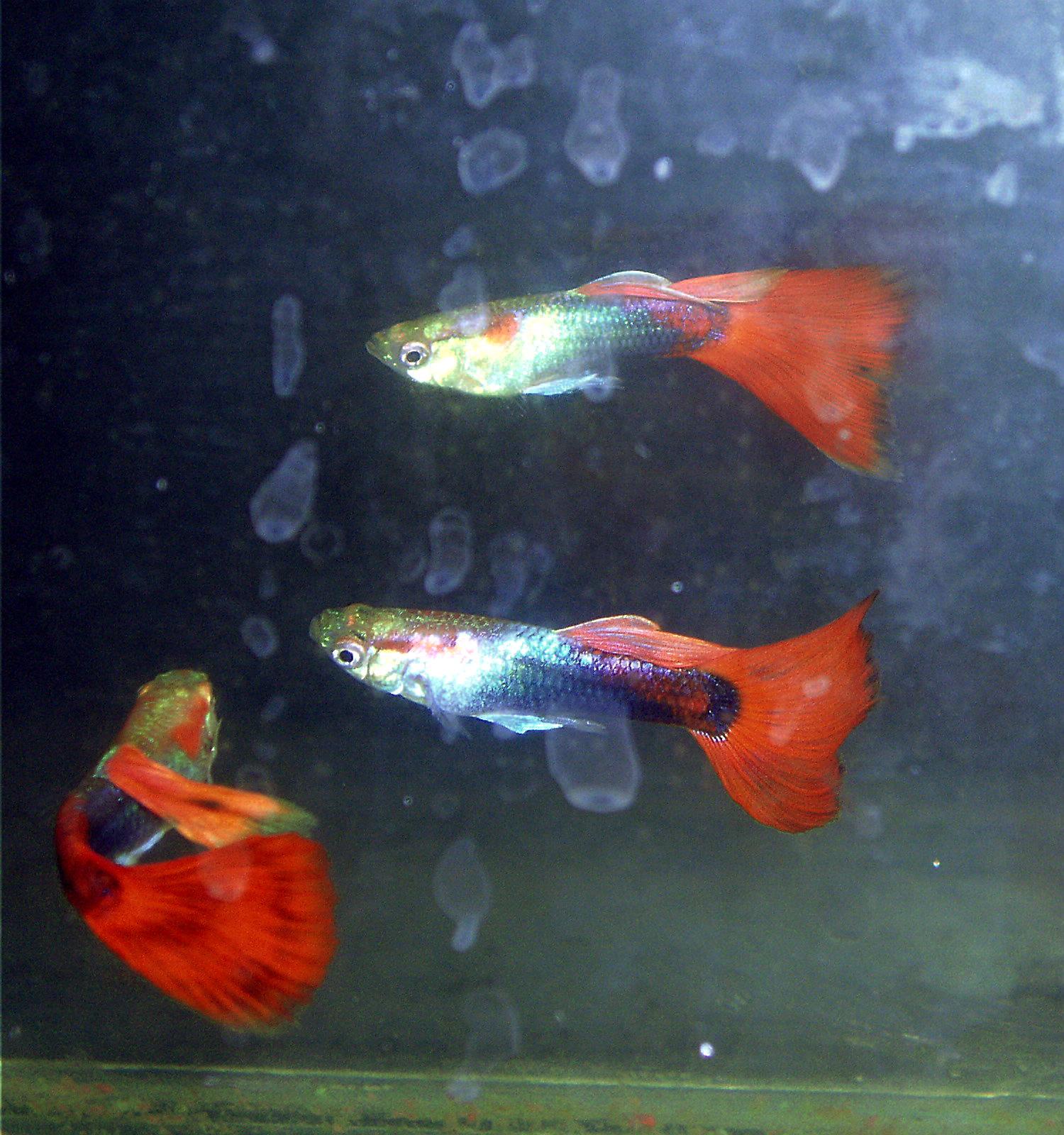
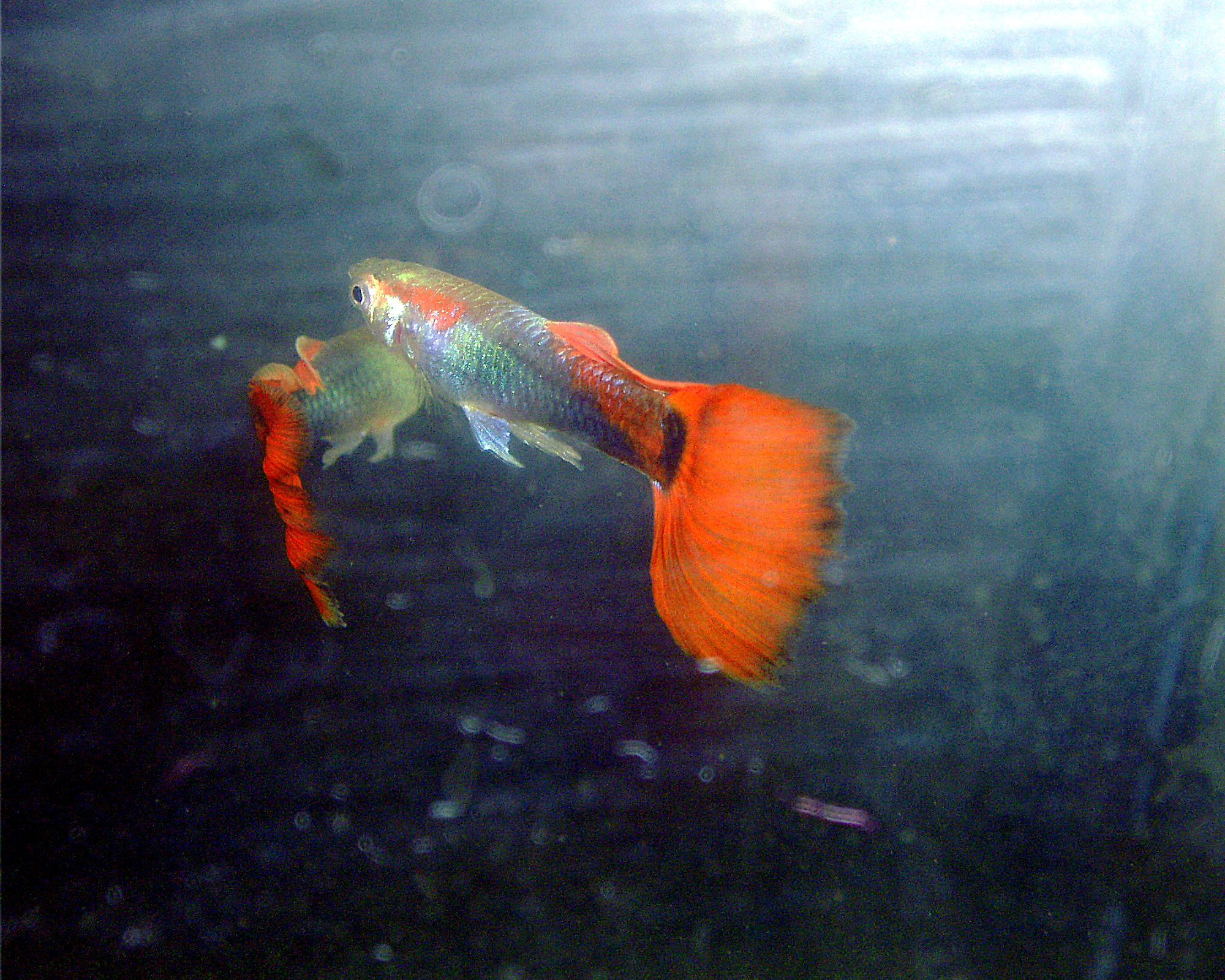
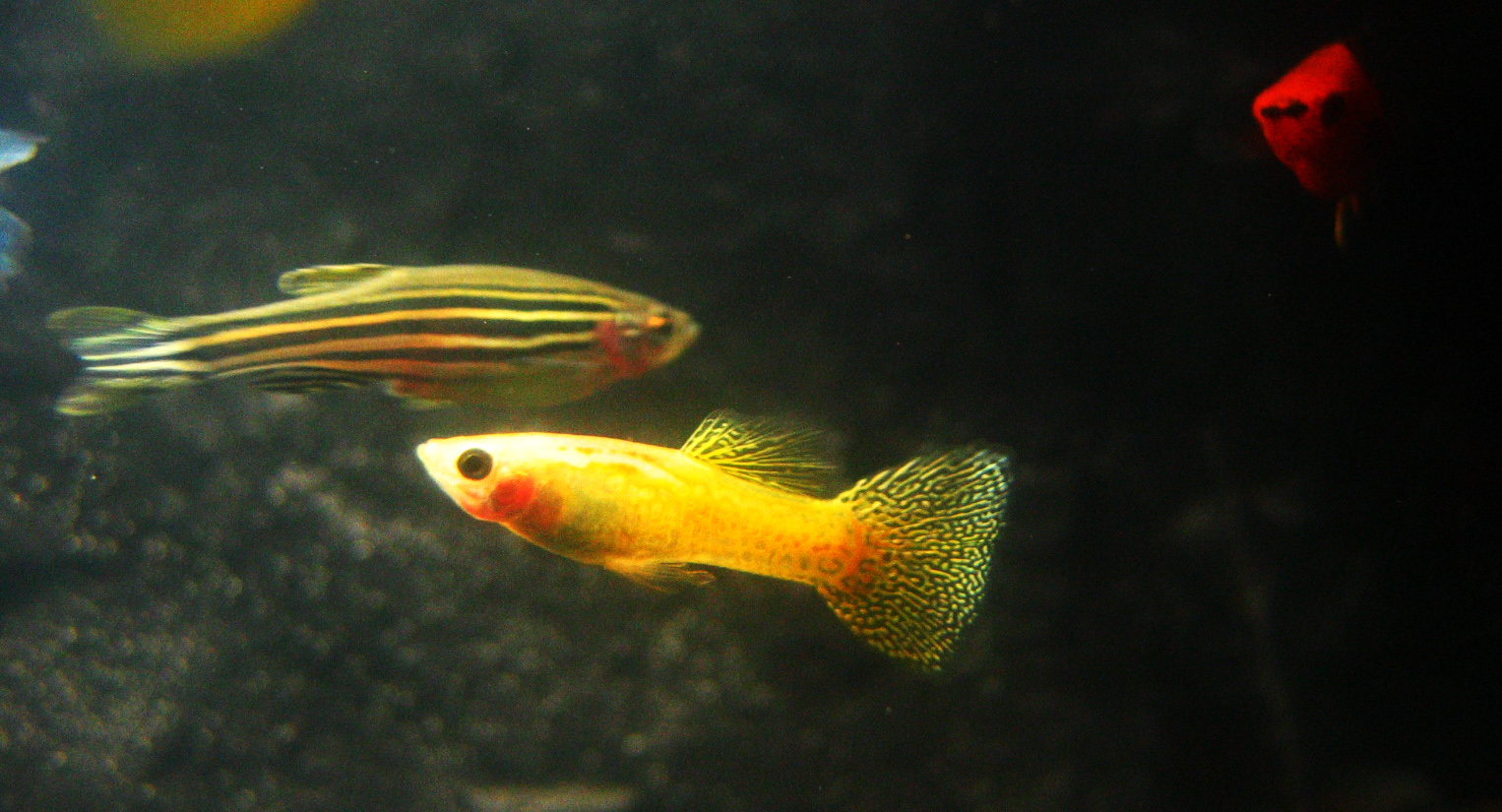
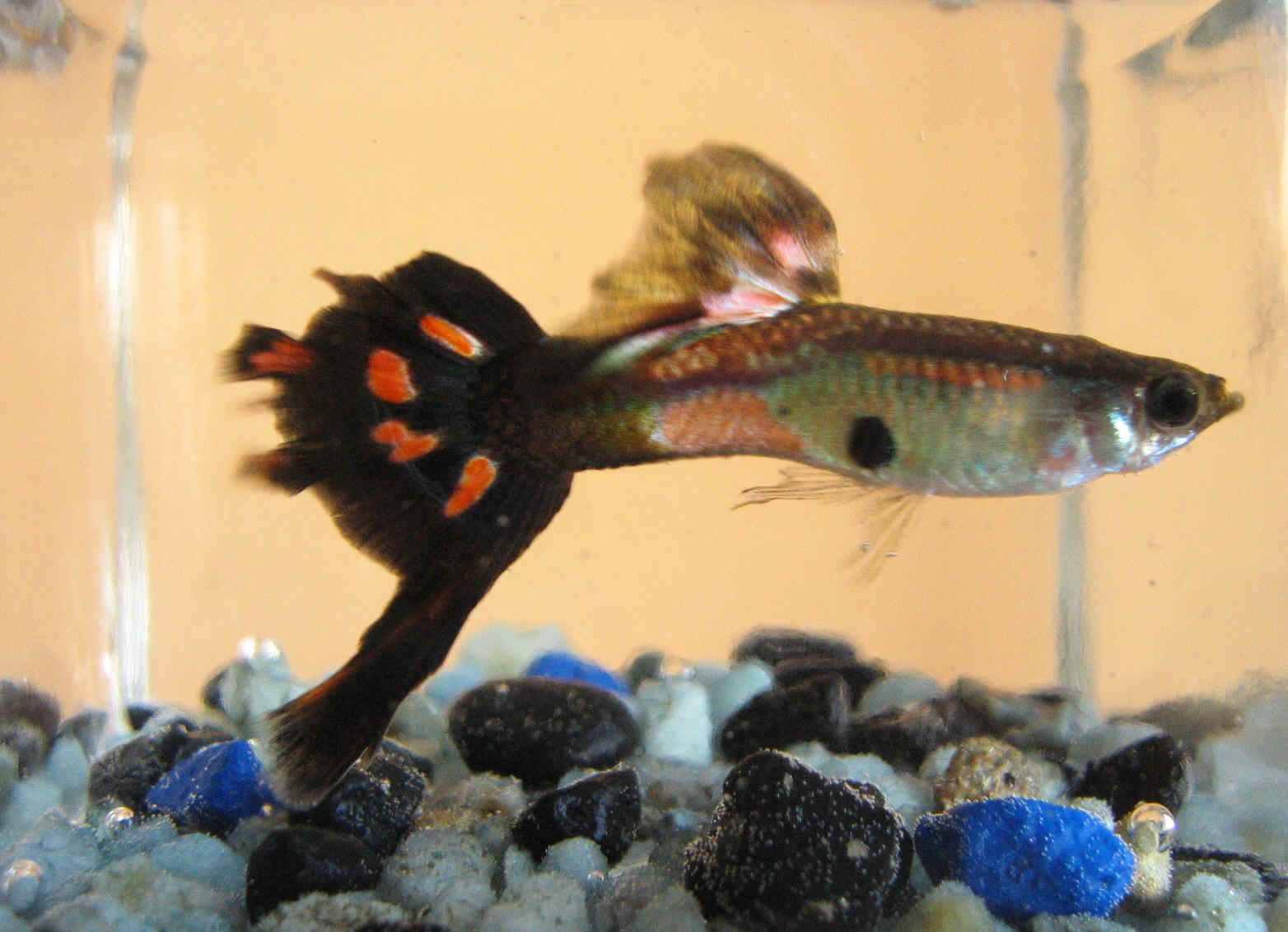
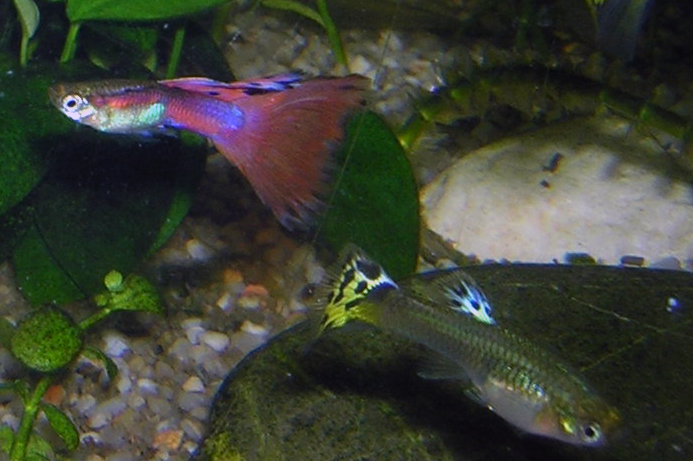
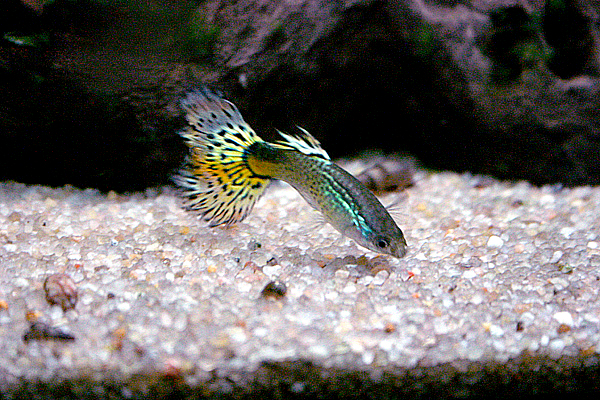
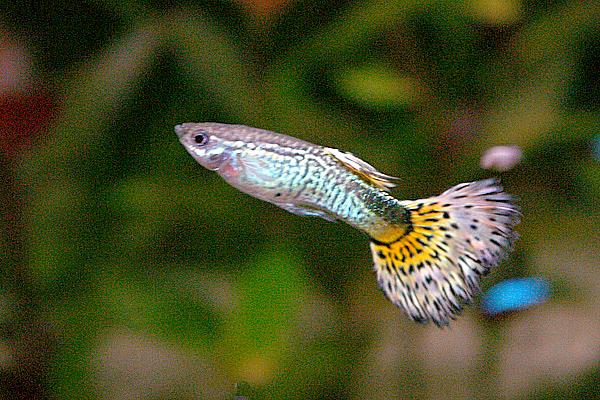
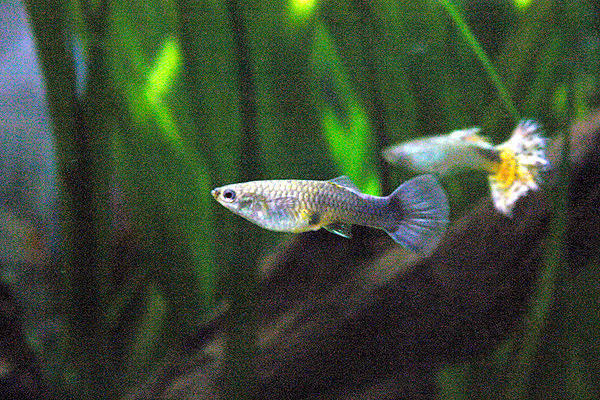
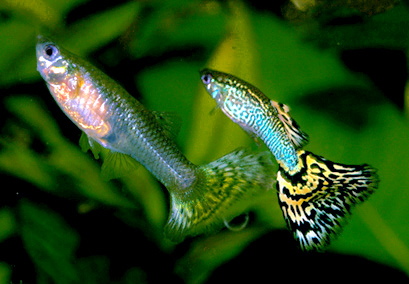
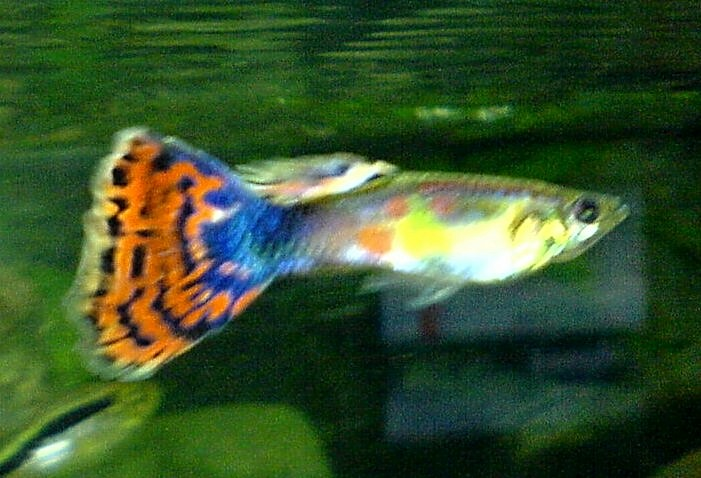
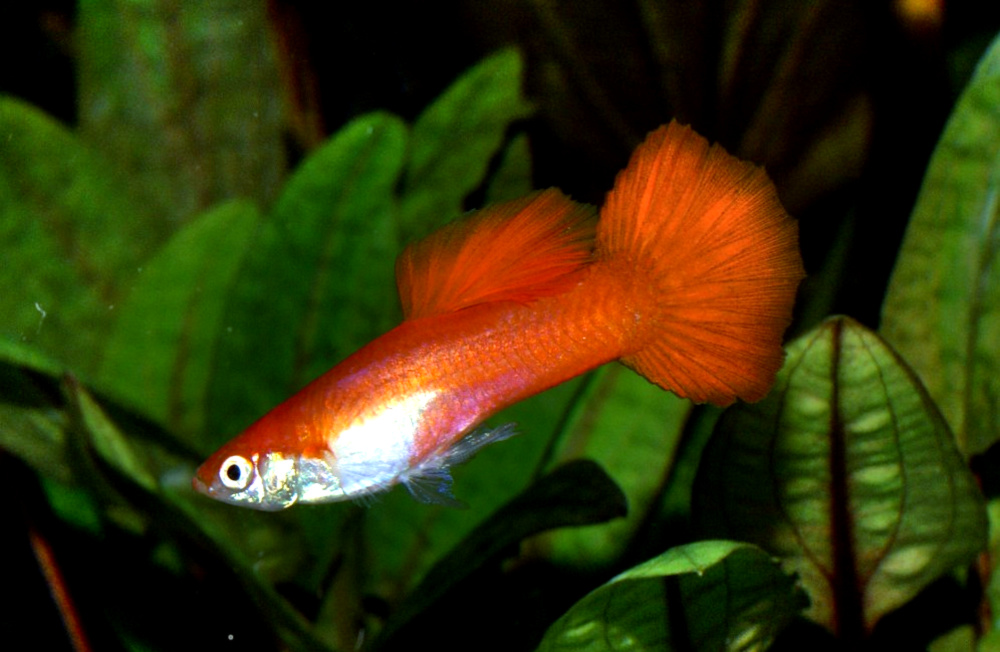
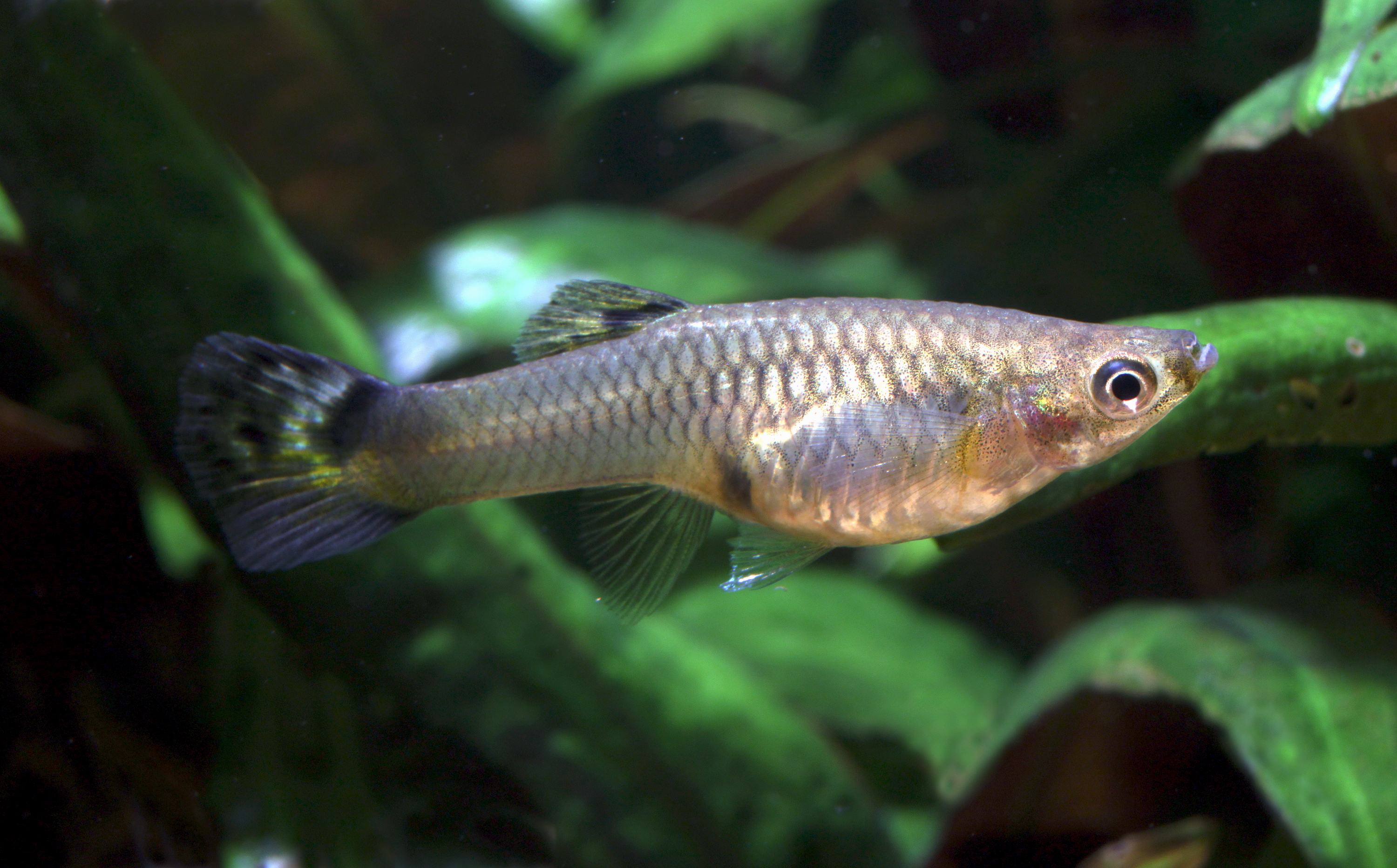
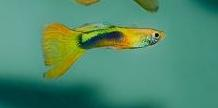
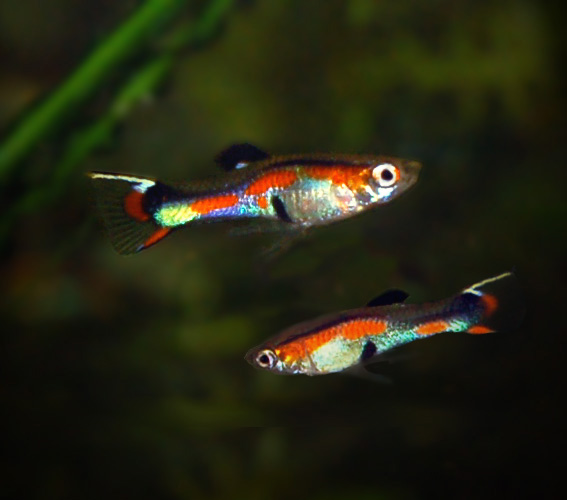
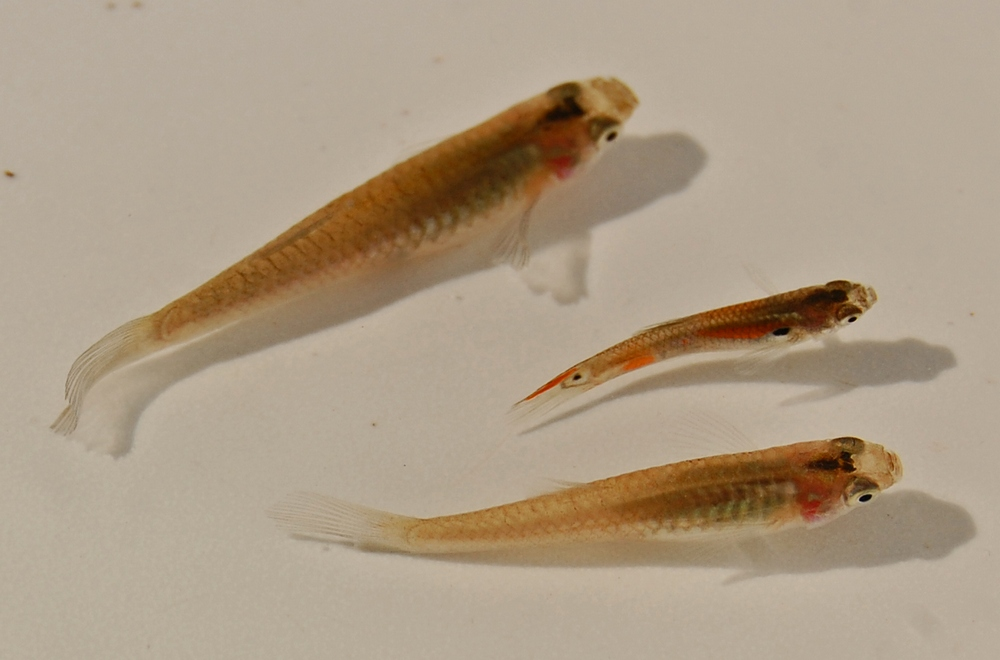
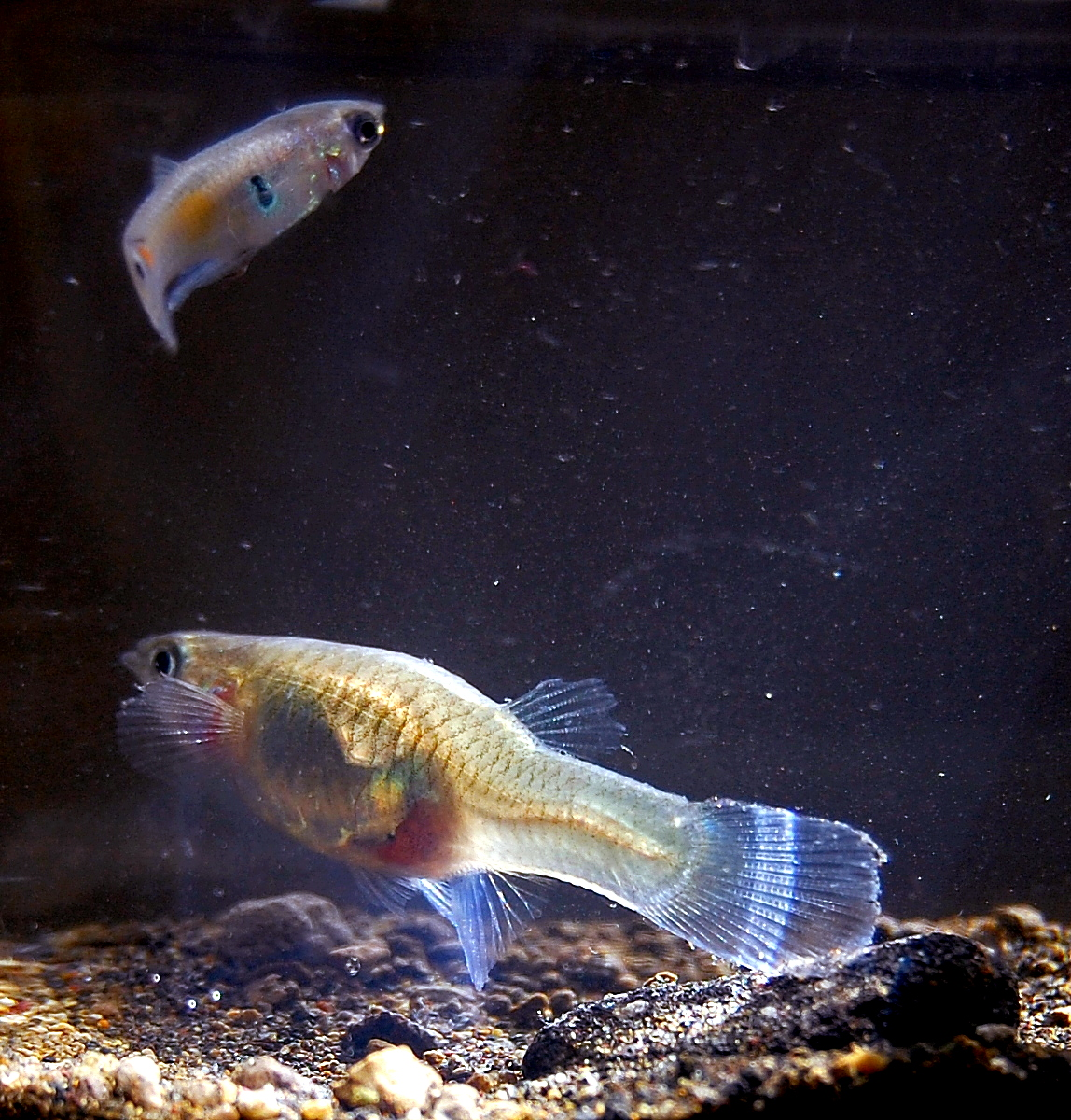
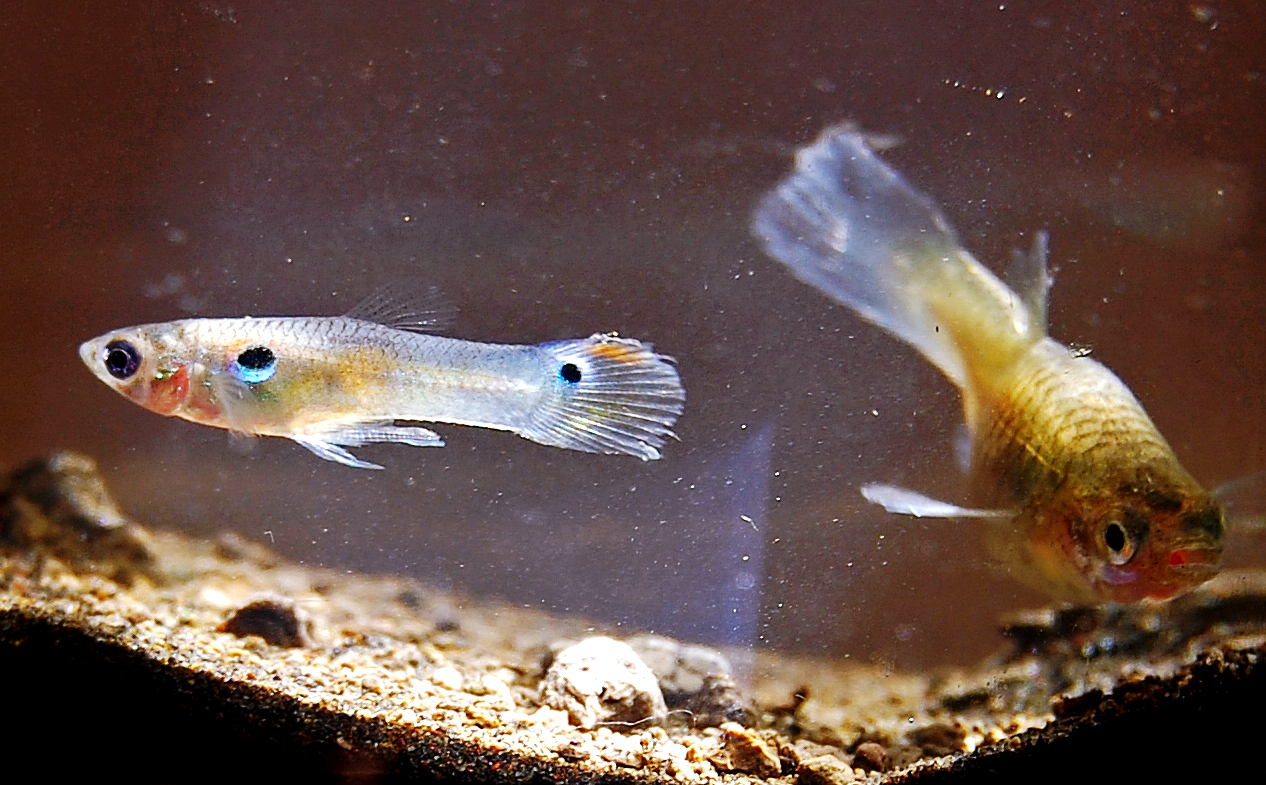
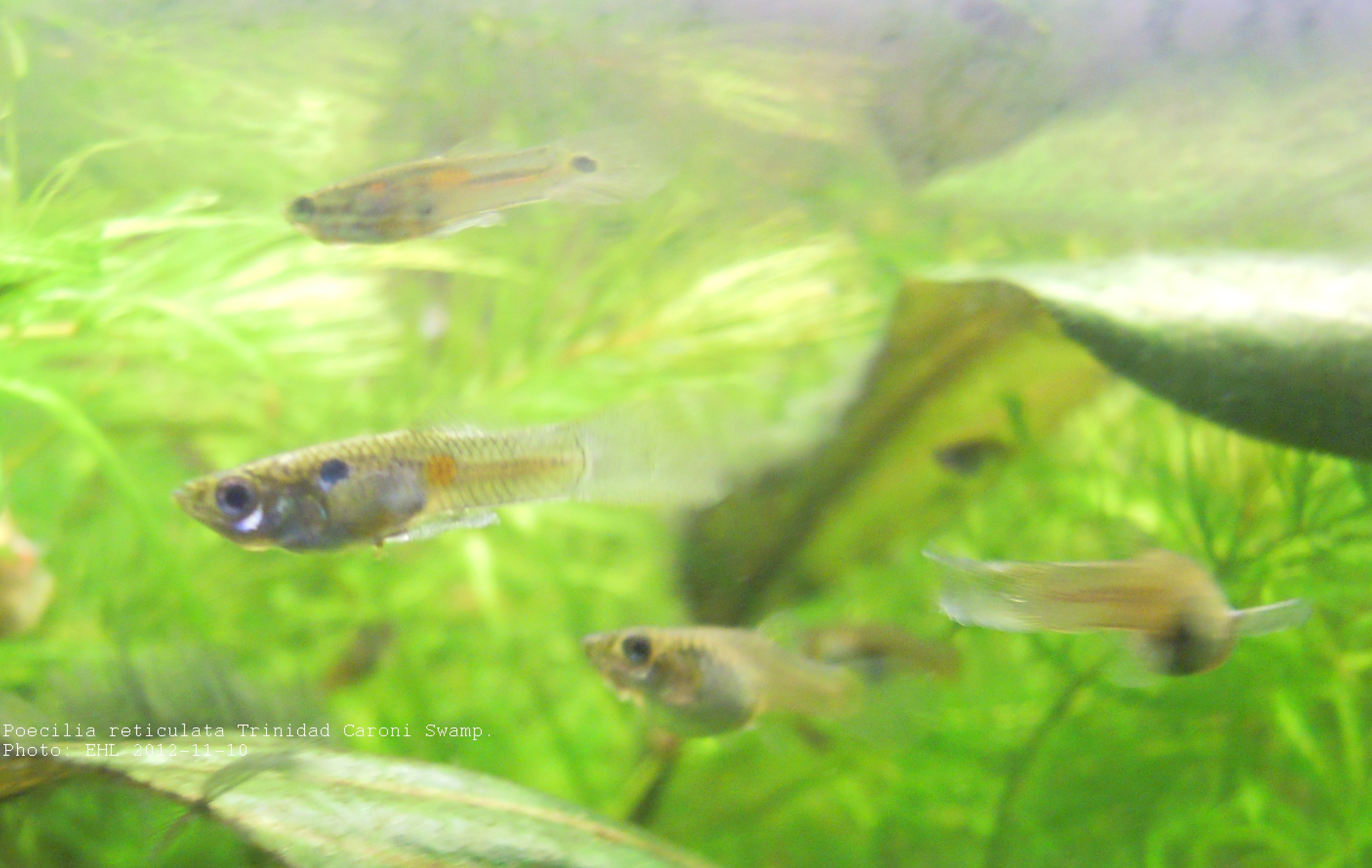
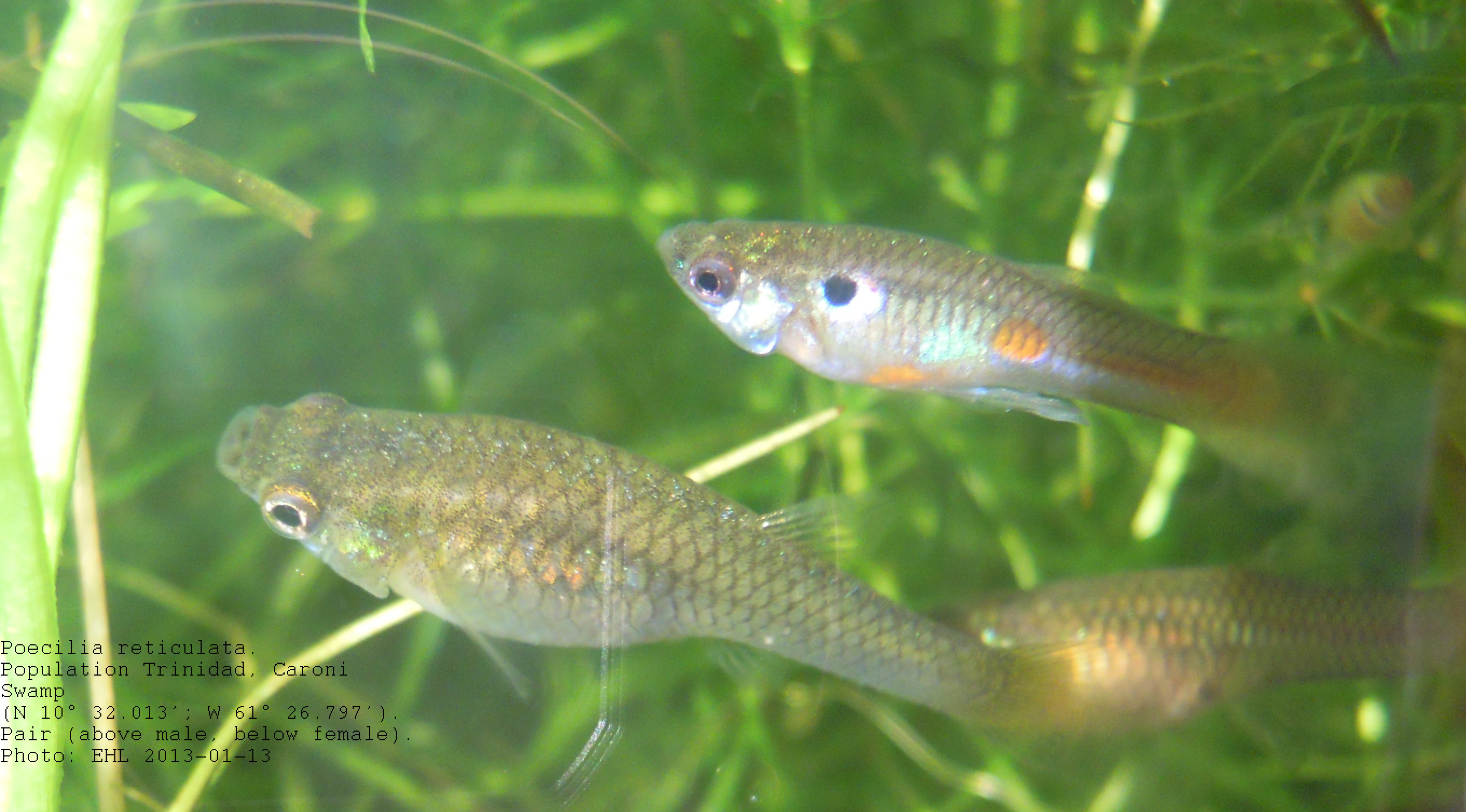
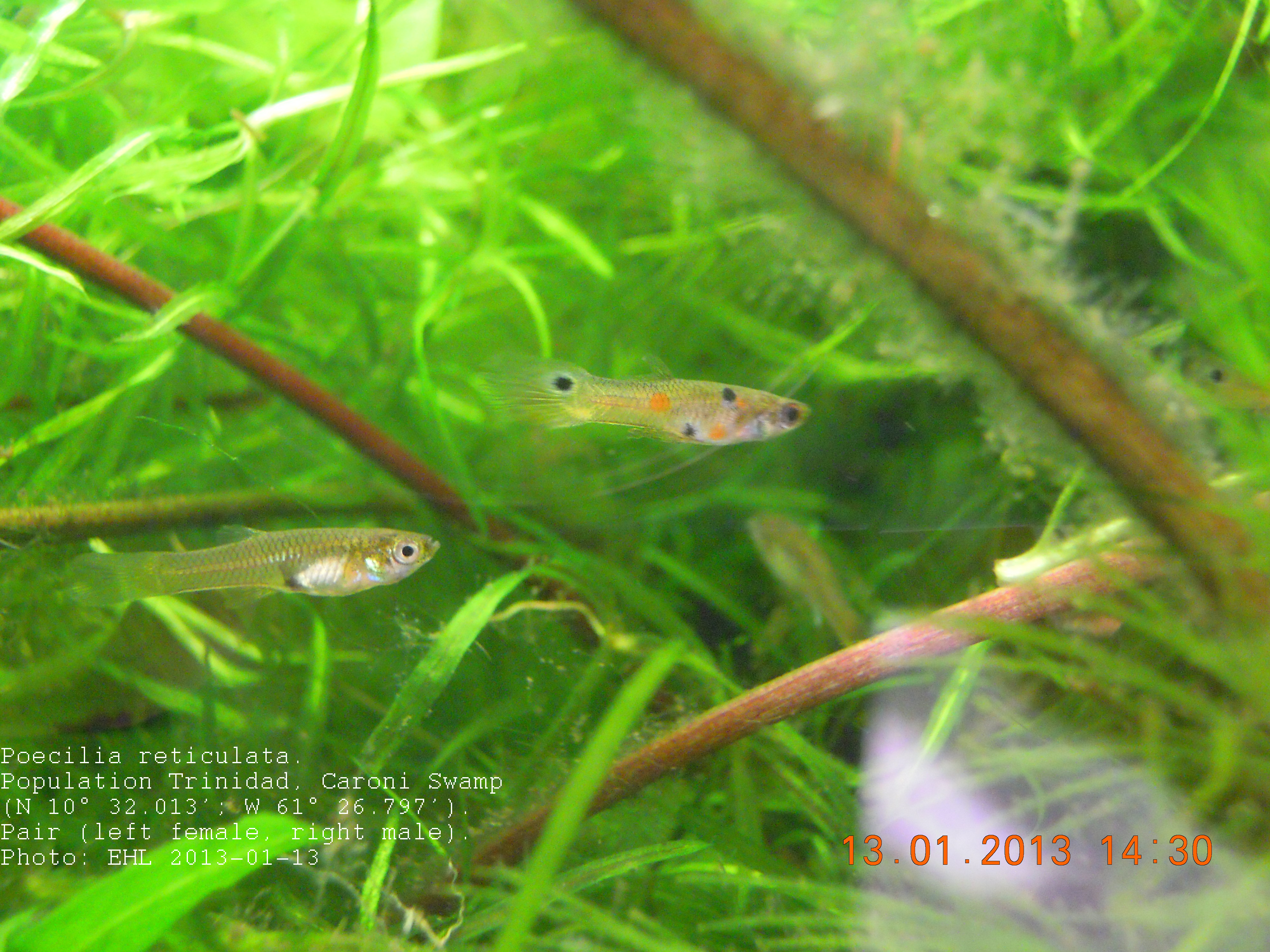
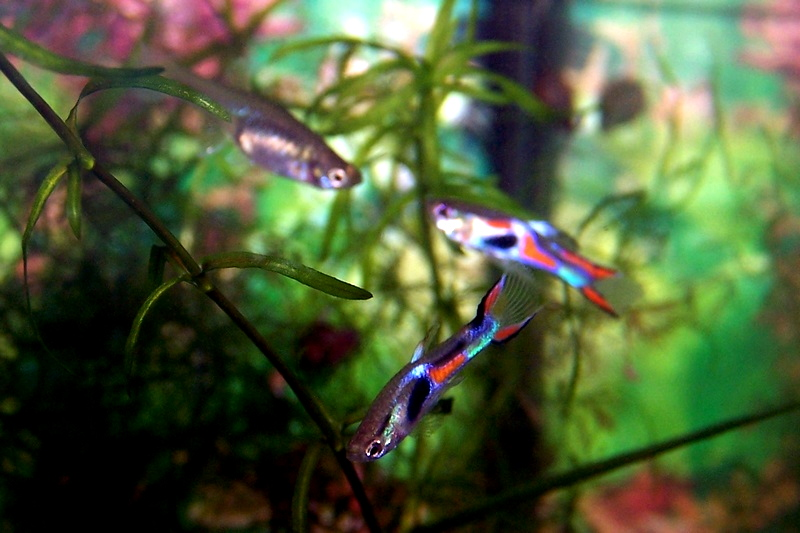